# Фредерикс, Александр Александрович
Барон Александр Александрович Фредерикс (1835—1889) — камергер, действительный статский советник, в 1879-89 гг. тамбовский губернатор. Брат Льва Александровича Фредерикса и Владимира Александровича Фредерикса.

## Биография
Происходил из симбирской ветви рода Фредериксов. Родился 10 (22) февраля 1835 года в семье генерал-лейтенанта барона Александра Андреевича Фредерикса (1798—1849) и жены его Дарьи Алексеевны (1817—1911), дочери генерал-лейтенанта А. И. Бартоломея.
В 1853 году окончил Пажеский корпус, выпущен прапорщиком в лейб-гвардии Преображенский полк. Через 10 лет вышел в отставку в чине штабс-капитана.
Занимал в Псковской губернии должности уездного предводителя дворянства, гласного губернского земского собрания, почетного мирового судьи. В тридцать три года становится вице-губернатором в Нижнем Новгороде.
В период с 12 апреля 1879 по 28 августа 1889 года занимал пост губернатора Тамбовской губернии. Его приезд в Тамбов совпал с подготовкой к празднованию 100-летия Тамбовского наместничества. В связи с этим, одним из первых его начинаний стало создание историко-этнографического музея. В 1884 году была учреждена Тамбовская учёная архивная комиссия, в ведение которой поступил музей. Губернатор сыграл важную роль в истории архивной комиссии, оказав ей в наиболее сложный начальный период значительную финансовую и моральную поддержку. Как попечитель комиссии, он регулярно посещал заседания комиссии и проявлял неизменный интерес ко всем её начинаниям. Именно ему комиссия была обязана предоставлением на протяжении длительного времени права бесплатного издания своих трудов. Вклад Фредерикса был отмечен избранием его почетным членом Археологического института в Петербурге.
Желая поднять общественную музыкальную жизнь в Тамбове, Фредерикс предложил прибывшему в город пианисту Р. А. Гельму восстановить деятельность Тамбовского отделения Императорского русского музыкального общества и музыкальных классов. Для проведения концертов губернатор предоставлял бесплатно свой дом. Кроме того, он выступил инициатором еще одного музыкального общества — Общества любителей музыкального и драматического искусств.
Стремясь отыскать возможные пути борьбы с нищенством, Фредерикс учредил в 1888 году благотворительное общество «Работный дом». Задачей общества была организация минимального доступного заработка для социально неустроенных людей.
В связи с тяжелой болезнью ушел в отставку 28 августа 1889 года, а уже 18 (30) сентября 1889 года умер. Был похоронен на кладбище рядом с церковью Николы Чудотворца в селе Устье Псковского уезда.

## Семья
В браке с Елизаветой Карловной Хиляйн фон Бембитц оставил дочерей Марию и Ольгу, в замужестве Корф.

## Награды
В 1880 и 1881 гг. губернатор получил благодарность Александра II за «полезную деятельность по взиманию податей, выкупных платежей и других сборов».
- орден Святого Станислава 1-й степени (1880)
- орден Святой Анны 1-й степени (1883).